# Volksabstimmungen in der Schweiz 1965
Dieser Artikel bietet eine Übersicht der Volksabstimmungen in der Schweiz im Jahr 1965.
In der Schweiz fanden auf Bundesebene drei Volksabstimmungen statt, im Rahmen zweier Urnengänge am 28. Februar und 16. Mai. Dabei handelte es sich um zwei obligatorische Referenden und ein fakultatives Referendum.

## Abstimmungen am 28. Februar 1965

### Ergebnisse
| Nr. | Vorlage | Art | Stimm- berechtigte | Abgegebene Stimmen | Beteiligung | Gültige Stimmen | Ja      | Nein    | Ja-Anteil | Nein-Anteil | Stände | Ergebnis |
| --- | --- | --- | ------------------ | ------------------ | ----------- | --------------- | ------- | ------- | --------- | ----------- | ------ | -------- |
| 209 | Bundesbeschluss vom 13. März 1964 über die Bekämpfung der Teuerung durch Massnahmen auf dem Gebiete des Geld- und Kapitalmarktes und des Kreditwesens | OR  | 1'558'090          | 929'696            | 59,66 %     | 912'344         | 526'599 | 385'745 | 57,72 %   | 42,28 %     | 18½:3½ | ja       |
| 210 | Bundesbeschluss vom 13. März 1964 über die Bekämpfung der Teuerung durch Massnahmen auf dem Gebiete der Bauwirtschaft                                 | OR  | 1'558'090          | 930'253            | 59,70 %     | 914'186         | 507'739 | 406'447 | 55,54 %   | 44,46 %     | 17:5   | ja       |

### Teuerungsbekämpfung (Geld- und Kapitalmarkt)
Der starke Wirtschaftsaufschwung seit Ende der 1950er Jahre führte zu einer Überhitzung der Konjunktur, die vom Export aus ging, dann aber auch die Binnenwirtschaft erfasste. Den steigenden Investitionen begegneten die Banken zunächst mit zinsgünstigen Krediten, doch ab 1962 trug der nun angespannte Geldmarkt zu einer hohen Inflation bei. Die drohenden negativen Folgen zwangen die Behörden zum Handeln. Beispielsweise schloss die Nationalbank mit den wichtigsten Banken eine Vereinbarung ab, die den Kapitalzustrom aus dem Ausland bremsen sollte. Der Bundesrat hielt dies bald für ungenügend, weshalb er einen dringlichen Bundesbeschluss zuhanden des Parlaments präsentierte. Vorgesehen waren die Ausdehnung dieser Vereinbarung auf alle institutionellen Anleger, eine Kreditplafondierung für Geldinstitute und Belehnungsgrenzen für Investoren. Der Bundesrat sollte auch freiwillige Vereinbarungen für allgemeinverbindlich erklären oder Massnahmen per Verordnung erlassen dürfen. Diese auf zwei Jahre befristeten Massnahmen waren bereits seit März 1964 in Kraft, sodass es bei der Abstimmung nur noch darum ging, ob sie bereits nach einem Jahr aufgehoben werden müssten. Zwar unterstützten die grossen Parteien, die Wirtschaftsverbände und auch die Gewerkschaften die Vorlage, doch gab es mehrere abweichende Haltungen von Kantonalparteien. Die Befürworter wiederholten im Wesentlichen die Argumente des Bundesrates und betonten die aussergewöhnliche Lage, während die Gegner (allen voran der LdU) vor Behördenwillkür, Ungleichbehandlung, der Schwerfälligkeit des Wirtschaftslebens und einem aufgeblähten Staatsapparat warnten. Knapp drei Fünftel der Abstimmenden nahmen die Vorlage an, Nein-Mehrheiten resultierten in den Kantonen Basel-Stadt, Graubünden, Tessin und Wallis.

### Teuerungsbekämpfung (Bauwirtschaft)
Nicht nur der Geld- und Kapitalmarkt war von der Konjunkturüberhitzung betroffen, sondern auch die Bauwirtschaft. Während die zahlreichen aus dem Ausland hinzugezogenen Arbeitnehmer zu einem markanten Aufschwung beim Wohnungsbau führten, investierte die öffentliche Hand bedeutend mehr in Infrastrukturbauten. Gleichzeitig mit den fiskalischen Massnahmen schlug der Bundesrat auch Eingriffe in die Bauwirtschaft vor. Ebenfalls ab März 1964 in Kraft und auf zwei Jahre befristet waren die Einführung einer Baubewilligungspflicht sowie ein Baustopp für als nicht dringlich erachtete Gebäude (Kultur- und Sportbauten, Verwaltungsgebäude, Ferienhäuser, grosse Einfamilienhäuser, Tankstellen). Diese Massnahmen wurden neben dem LdU und der PdA vor allem vom Gewerbeverband vehement bekämpft, da er sie als Ausdruck eines unwirksamen und gefährlichen staatlichen Dirigismus empfand. Die Befürworter erwähnten als negative Folgeerscheinungen der Überhitzung die Wohnungsnot und den steigenden Bestand an Fremdarbeitern, die Massnahmen hätten eine Bremswirkung bei der Spekulation, den Baulandpreisen und der Teuerung allgemein. Die Zustimmung bei den Abstimmenden fiel weniger deutlich aus, zu den genannten ablehnenden Kantonen kamen Appenzell Ausserrhoden, Basel-Landschaft und Obwalden hinzu.

## Abstimmung am 16. Mai 1965

### Ergebnis
| Nr. | Vorlage | Art | Stimm- berechtigte | Abgegebene Stimmen | Beteiligung | Gültige Stimmen | Ja      | Nein    | Ja-Anteil | Nein-Anteil | Stände | Ergebnis |
| --- | --- | --- | ------------------ | ------------------ | ----------- | --------------- | ------- | ------- | --------- | ----------- | ------ | -------- |
| 211 | Bundesgesetz vom 2. Oktober 1964 betreffend die Änderung des Beschlusses der Bundesversammlung über Milch, Milchprodukte und Speisefette (Milchbeschluss) | FR  | 1'556'375          | 583'161            | 37,22 %     | 559'843         | 347'059 | 212'784 | 61,99 %   | 38,01 %     | –      | ja       |

### Milchbeschluss
Der Milchbeschluss von 1953 unterstellte den Verkauf von Milch einer Bewilligungspflicht, wodurch ein verteuernder Zwischenhandel möglichst ausgeschaltet werden sollte. Als der Lebensmittelhandel den Wunsch äusserte, pasteurisierte Milch in Einwegverpackungen anbieten zu dürfen, erlaubten die Behörden dies nur unter der Bedingung, dass Händler für Offenmilch und deren traditionelle Hauslieferdienste dadurch nicht zu stark konkurrenziert werden. 1964 präsentierte der Bundesrat den Entwurf für einen neuen Milchbeschluss, in dem er den grossen Detailhändlern zum Teil entgegenkam. Der Pastmilchverkauf in Läden sollte bewilligungsfrei sein, gleichzeitig sollten aber regionale Mindestpreise eine zu starke Konkurrenzierung der Hauszustellung verhindern. Während das Parlament mit grosser Mehrheit der teilweisen Liberalisierung zustimmte, ging dieser Schritt der Migros nicht genug weit, weshalb sie zusammen mit dem LdU das Referendum ergriff. Ihnen zufolge würden Verkaufs- und Herstellungsbeschränkungen sowie Mindestpreise die Handels- und Gewerbefreiheit verletzen. Geschützt würden nicht die Produzenten, sondern einzelne Händler und Verbände. Alle anderen Parteien und der Bauernverband betonten den Kompromisscharakter der Vorlage. Zum Schutz der immer noch beliebten Hauslieferdienste seien Schranken gegen ein allfälliges Dumping der Detailhändler gerechtfertigt. Bei einer tiefen Beteiligung nahmen über drei Fünftel der Abstimmenden die Vorlage an.